# Суаліхо Мейте
Суаліхо Мейте (фр. Soualiho Meïté, нар. 17 березня 1994, Париж) — французький футболіст, півзахисник португальської «Бенфіки». На умовах оренди грає за грецький клуб ПАОК.
Виступав за молодіжну збірну Франції.

## Клубна кар'єра
Народився 17 березня 1994 року в місті Париж. Почав грати у футбол у 2002 році в команді Gobelins FC, а потім у 2006 році приєднався до Vincennes FC, де він зіграв сезон, після чого опинився в академії «Осера». З 2010 року став виступати за другу команду «Осера» в аматорській лізі, а в 2011 році підписав свій перший професійний контракт на три роки. Згодом він був просунутий до старшої команди менеджером Лораном Фурньє і отримав футболку № 32. Дебютував у професійному чемпіонаті 20 листопада у матчі проти «Валансьєна» (1:2), вийшовши на заміну. Всього в тому сезоні зіграв два матчі, а команда вилетіла в Лігу 2, де Мейте зміг стати основним гравцем.
У січні 2013 року уклав контракт на 4,6 роки з клубом «Лілль», але до кінця сезону продовжив грати на правах оренди в «Осері». Остаточно приєднався до «Лілля» у червні 2013 року, після відкриття трансферного вікна передачі і провів у команді наступні два з половиною роки своєї кар'єри гравця. Так і не ставши основним гравцем, 1 лютого 2016 року він був відданий в оренду до кінця сезону в бельгійський «Зюлте-Варегем». Влітку термін оренди був продовжений і на сезон 2016/17, під час якого у березні 2017 року Мейте виграв свій перший трофей — Кубок Бельгії 2016/17.
17 червня 2017 року за 8 млн євро перейшов у «Монако», проте не зміг стати основним гравцем, через що 2 січня 2018 року був відданий в оренду до кінця сезону без права викупу до «Бордо».
Влітку 2018 року став частиною угоди про перехід до «Монако» захисника італійського «Торіно» Антоніо Барреки, попрямувавши у зворотньому напрямку. Протягом сезону 2018/19 був одним з основних виконавців у лінії півзахисту туринської команди. 14 січня 2021 року на правах оренди з правом викупу перейшов до «Мілана».
Міланська команда не скористалася правом викупу гравця, натомість невдовзі після завершення оренди влітку 2021 року Мейте за 6 мільйонів євро перейшов до португальської  «Бенфіки».

## Виступи за збірні
2009 року дебютував у складі юнацької збірної Франції і 2011 року у складі збірної до 17 років був учасником юнацького чемпіонату світу. Всього взяв участь у 29 іграх на юнацькому рівні, відзначившись одним забитим голом.
Протягом 2013—2014 років залучався до складу молодіжної збірної Франції до 20 років. На молодіжному рівні зіграв у двох матчах і забив 1 гол.

## Статистика виступів

### Статистика клубних виступів
Станом на 21 липня 2021 року
| Сезон                     | Команда                   | Чемпіонат                 | Чемпіонат | Чемпіонат | Національний кубок | Національний кубок | Національний кубок | Континентальні кубки | Континентальні кубки | Континентальні кубки | Інші змагання | Інші змагання | Інші змагання | Усього | Усього |
| Сезон                     | Команда                   | Ліга                      | Ігор      | Голів     | Ліга               | Ігор               | Голів              | Ліга                 | Ігор                 | Голів                | Ліга          | Ігор          | Голів         | Ігор   | Голів  |
| ------------------------- | ------------------------- | ------------------------- | --------- | --------- | ------------------ | ------------------ | ------------------ | -------------------- | -------------------- | -------------------- | ------------- | ------------- | ------------- | ------ | ------ |
| 2011–12                   | «Осер»                    | Л1                        | 2         | 0         | КФ+КЛ              | 0                  | 0                  | -                    | -                    | -                    | -             | -             | -             | 2      | 0      |
| 2012–13                   | «Осер»                    | Л2                        | 20        | 1         | КФ+КЛ              | 0+2                | 0+1                | -                    | -                    | -                    | -             | -             | -             | 22     | 2      |
| Усього за «Осер»          | Усього за «Осер»          | Усього за «Осер»          | 22        | 1         |                    | 2                  | 1                  |                      | -                    | -                    |               | -             | -             | 24     | 2      |
| 2013–14                   | «Лілль»                   | Л1                        | 19        | 0         | КФ+КЛ              | 3+1                | 0                  | -                    | -                    | -                    | -             | -             | -             | 23     | 0      |
| 2014–15                   | «Лілль»                   | Л1                        | 8         | 0         | КФ+КЛ              | 1+2                | 0                  | ЛЧ+ЛЄ                | 2+1                  | 0+0                  | -             | -             | -             | 14     | 0      |
| 2015–16                   | «Лілль»                   | Л1                        | 3         | 0         | КФ+КЛ              | 0+1                | 0+0                | -                    | -                    | -                    | -             | -             | -             | 3      | 0      |
| Усього за «Лілль»         | Усього за «Лілль»         | Усього за «Лілль»         | 30        | 0         |                    | 8                  | 0                  |                      | 3                    | 0                    |               | -             | -             | 41     | 0      |
| 2015–16                   | «Зюлте-Варегем»           | ЛЖ                        | 3+9       | 0         | КБ                 | -                  | -                  | -                    | -                    | -                    | -             | -             | -             | 12     | 0      |
| 2016–17                   | «Зюлте-Варегем»           | ЛЖ                        | 30+10     | 1         | КБ                 | 6                  | 1                  | -                    | -                    | -                    | -             | -             | -             | 37     | 2      |
| Усього за «Зюлте-Варегем» | Усього за «Зюлте-Варегем» | Усього за «Зюлте-Варегем» | 52        | 1         |                    | 6                  | 1                  |                      | -                    | -                    |               | -             | -             | 58     | 2      |
| 2017–18                   | «Монако»                  | Л1                        | 2         | 0         | КФ+КЛ              | 0                  | 0                  | ЛЧ                   | 1                    | 0                    | -             | -             | -             | 3      | 0      |
| січ.-черв. 2018           | «Бордо»                   | Л1                        | 18        | 1         | КФ+КЛ              | 1+0                | 0+0                | -                    | -                    | -                    | -             | -             | -             | 19     | 1      |
| 2018–19                   | «Торіно»                  | A                         | 35        | 2         | КІ                 | 3                  | 0                  | -                    | -                    | -                    | -             | -             | -             | 38     | 2      |
| 2019–20                   | «Торіно»                  | A                         | 33        | 0         | КІ                 | 1                  | 0                  | ЛЄ                   | 6                    | 0                    | -             | -             | -             | 40     | 0      |
| 2020-січ. 2021            | «Торіно»                  | A                         | 14        | 1         | КІ                 | 2                  | 0                  | -                    | -                    | -                    | -             | -             | -             | 16     | 1      |
| Усього за «Торіно»        | Усього за «Торіно»        | Усього за «Торіно»        | 82        | 3         |                    | 6                  | 0                  |                      | 6                    | 0                    |               | -             | -             | 94     | 3      |
| січ.-черв. 2021           | «Мілан»                   | A                         | 16        | 0         | КІ                 | 1                  | 0                  | ЛЄ                   | 4                    | 0                    | -             | -             | -             | 21     | 0      |
| Усього за кар'єру         | Усього за кар'єру         | Усього за кар'єру         | 222       | 6         |                    | 24                 | 2                  |                      | 14                   | 0                    |               | -             | -             | 260    | 8      |